# 英国驻奉天总领事馆

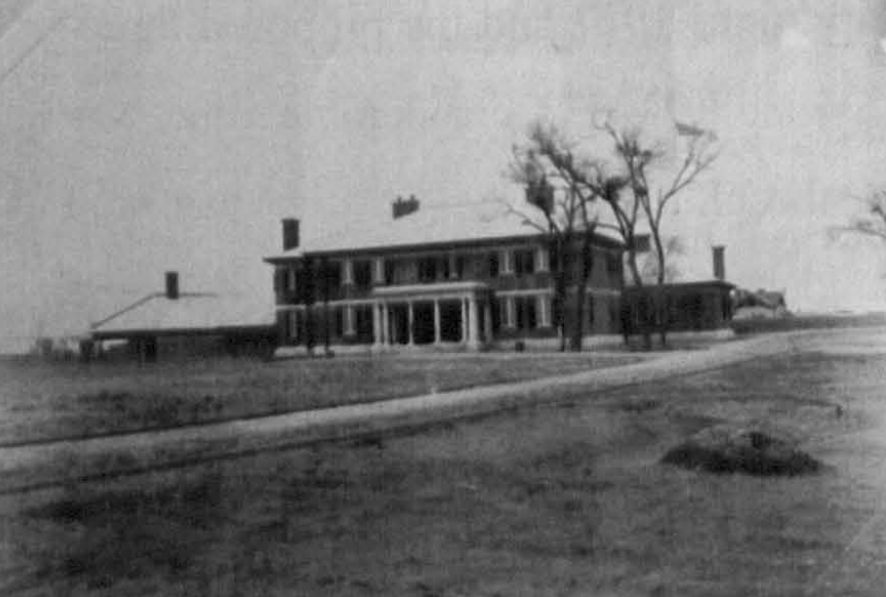
英国驻奉天总领事馆

英国驻奉天总领事馆是二十世纪初大英帝国政府驻奉天府（今辽宁省沈阳市）的领事馆，其旧址位于辽宁省沈阳市和平区二纬路4号。现无建筑遗存。

## 历史
清朝末期奉天开埠，各国侨民陆续进入奉天经商、执业，以英美烟草公司为代表的英资企业来沈阳发展业务。1906年11月，大英帝国在奉天开设总领事馆，领事区域为辽宁及吉林两省的绝大多数地区。起初，英国驻奉天总领事馆设在大西门外的一处卫生条件较差的民宅。一年后为改善办公环境，经英国工务局批准，总领事馆在奉天商埠地内购入20亩地修筑新领事馆舍并于1910年迁入，这也是沈阳首个迁入商埠地的领事机构。1948年11月辽沈战役结束后，1948年11月15日，沈阳军事管制委员会要求美、英、法三国驻沈领馆交出电台及其收发装置。周恩来致电东北局：中国共产党不承认美、英、法三国驻沈领事机构的外交身份，但承认领馆人员具有无外交豁免权的普通外国身份。英国领事馆撤出后，领馆大楼改为辽宁省委第一书记黄欧东寓所，现领馆大楼已被拆除。

## 建筑
英国驻奉天总领事馆大楼一栋早期古典主义风格的英式洋房，大楼设有北欧陡坡高屋顶，屋顶覆盖红色瓦片。主楼二层，侧房一层，整体造型典雅端庄。